# 大台號遠洋拖船
大台號遠洋拖船（ATF-563）是中華民國海軍大同級遠洋拖船的六號艦，2023年8月1日除役前於海軍192艦隊服役。本艦於美國海軍服役時的艦名為沙克里（Shakori , ATF-162），曾參與古巴飛彈危機中的撤僑行動與美國海軍史上拖航距離第二長的拖帶任務。

## 艦歷

### 美國海軍
本艦於1945年5月9日於南卡罗来纳州查爾斯頓郡的查爾斯頓乾塢暨機械公司開工，同年8月9日舉行下水儀式，並以居住在北卡罗来纳州德罕郡的原住民部族命名為「沙克里」（Shakori）。12月20日成軍後，該艦即在大西洋與加勒比海地區負責拖帶美國海軍演習使用的標靶。
沙克里號僅執行過三次非日常任務。在首次任務中，該艦於於古巴导弹危机中協助撤離关塔那摩湾的人員，隨後暫時駐紮於迈阿密至危機落幕。第二次任務則是1966至1967年間的環球航行，總航程達11,000英里，為美國海軍史上拖航距離第二長的任務。完成任務後，該艦回到海軍小溪基地進行了艦體翻修與人員培訓，隨後於1967年1月18日被部署至地中海值勤，直到1967年6月7日才返回美國本土。
在此之後，沙克里號重新回到大西洋與加勒比海地區執勤，最後於1980年2月29日正式除役。

### 中華民國海軍
沙克里號退役後，中華民國海軍即透過安全合作計畫（Security Assistance Program）於1980年10月1日購得此艦，同月4日由荷蘭籍拖船自華盛頓州羅佛港拖至高雄左營港。12月19日，時任海軍司令鄒堅上將於高雄港新濱碼頭為該艦舉行成軍典禮，正式將其命名為「大台軍艦」，舷號為ATF-563。本艦也是中華民國與美國斷交後首艘軍售艦艇。
正式服役後，大台軍艦即駐紮於基隆港，平時負責拖帶靶船並執行執行「北拖待救」戰備任務，在艦艇遇難時出海拖救，也曾參與聯興、海鯊、獵鯨等演習。然大台軍艦在2022年1月10日因廚房煙囪嚴重積碳而起火，而海軍考量到大武級救難艦即將完成，故於翌年8月1日將其除役，而後於2024年8月的海空精準飛彈射擊演習中作為靶艦被擊沉。

## 歷任艦長
| 美國海軍     | 美國海軍                         | 美國海軍 | 美國海軍       | 美國海軍       |
| 順序         | 姓名                             | 軍銜     | 上任日期       | 卸任日期       |
| ------------ | -------------------------------- | -------- | -------------- | -------------- |
| 1            | Sloan, William Lewis             | 上尉     | 1945年12月20日 | 1946年12月31日 |
| 2            | Wheeler, Robert F.               | 上尉     | 1946年12月31日 | 1947年10月31日 |
| 3            | Woodliff, Roy Allen              | 上尉     | 1947年10月31日 | 1950年5月      |
| 4            | Zehner, John Adolphus            | 上尉     | 1950年5月      | 1952年8月11日  |
| 5            | McCullen, Charles                | 上尉     | 1952年8月11日  | 1954年3月      |
| 6            | Kelly, Robert                    | 上尉     | 1954年3月      | 1954年5月      |
| 7            | O'Leary, Arthur Wilson           | 少校     | 1954年5月      | 1956年6月      |
| 8            | Ramsey Sr., Russell Bennett      | 上尉     | 1956年6月      | 1958年8月15日  |
| 9            | Young Jr., Casanave Howle (Pete) | 上尉     | 1958年8月15日  | 1960年3月      |
| 10           | Simons, Douglas William          | 上尉     | 1960年3月      | 1962年7月2日   |
| 11           | Duke, Louie Carl                 | 上尉     | 1962年7月2日   | 1964年7月19日  |
| 12           | Czar, Raymond James              | 少校     | 1964年7月19日  | 1967年2月25日  |
| 13           | Stasko, Nicholas Joseph          | 上尉     | 1967年2月25日  | 1969年4月15日  |
| 14           | McColgan, John Francis           | 上尉     | 1969年4月15日  | 1971年12月28日 |
| 15           | Jones, Charles William           | 上尉     | 1971年12月28日 | 1973年2月6日   |
| 16           | McDonald, Jerry Ralph            | 上尉     | 1973年2月6日   | 1975年3月19日  |
| 17           | Sargent Jr., David Putnam        | 上尉     | 1975年3月19日  | 1977年5月14日  |
| 18           | Schill, Jerome Edward            | 少校     | 1977年5月14日  | 1979年1月5日   |
| 19           | Hebert, Edward Richard           | 上尉     | 1979年1月5日   | 1980年2月29日  |
| 中華民國海軍 |                                  |          |                |                |
| 1            | 王蔭民                           | 中校     | 1980年12月19日 | 1982年12月1日  |
| 2            | 吳仁棟                           | 中校     | 1982年12月1日  | 1984年12月28日 |
| 3            | 方長久                           | 中校     | 1984年12月10日 | 1986年12月1日  |
| 4            | 萬家駿                           | 中校     | 1986年11月18日 | 1988年4月5日   |
| 5            | 劉屏如                           | 中校     | 1988年3月26日  | 1989年6月13日  |
| 6            | 陸經緯                           | 中校     | 1989年6月2日   | 1990年12月5日  |
| 7            | 余振國                           | 中校     | 1990年11月16日 | 1991年12月2日  |
| 8            | 黃尹人                           | 中校     | 1991年11月22日 | 1993年3月16日  |
| 9            | 高天忠                           | 中校     | 1993年3月16日  | 1994年10月16日 |
| 10           | 趙志全                           | 中校     | 1994年10月16日 | 1996年6月18日  |
| 11           | 李錦國                           | 中校     | 1996年6月18日  | 1997年11月16日 |
| 12           | 夏起成                           | 中校     | 1997年11月16日 | 2000年2月17日  |
| 13           | 王德億                           | 中校     | 2000年2月2日   | 2001年8月14日  |
| 14           | 石璋俊                           | 中校     | 2001年8月1日   | 2003年7月16日  |
| 15           | 黃惠明                           | 中校     | 2003年7月16日  | 2005年8月31日  |
| 16           | 嚴仲康                           | 中校     | 2005年8月31日  | 2007年1月22日  |
| 17           | 鄧清思                           | 中校     | 2007年1月22日  | 2009年2月17日  |
| 18           | 宋修國                           | 中校     | 2009年2月1日   | 2011年3月7日   |
| 19           | 張儀仲                           | 中校     | 2011年2月16日  | 2013年3月15日  |
| 20           | 林志豪                           | 中校     | 2013年3月1日   | 2015年9月13日  |
| 21           | 劉京周                           | 中校     | 2015年9月1日   | 2017年10月31日 |
| 22           | 劉世緯                           | 中校     | 2017年10月16日 | 2018年8月31日  |
| 23           | 張豪                             | 中校     | 2018年8月17日  | 2020年9月1日   |
| 24           | 洪明穎                           | 中校     | 2020年11月1日  | 2021年10月29日 |
| 25           | 劉嘉偉                           | 中校     | 2021年10月16日 | 2023年8月1日   |

## 獲得榮譽[2]
|                           |                           | Silver star |
|                           |                           | Bronze star · Bronze star · Width=44 scarlet ribbon with a central width-4 golden yellow stripe, flanked by pairs of width-1 scarlet, white, Old Glory blue, and white stripes |
| Bronze star · Bronze star | Bronze star · Bronze star | |

| 海軍功勳單位獎章              | 海軍功績單位嘉獎          | 海軍遠征獎章 五枚服役星章   |
| 美國戰役獎章                  | 二戰勝利獎章              | 國防部服役獎章 兩枚服役星章 |
| 武裝部隊遠征獎章 兩枚服役星章 | 越南服役獎章 兩枚服役星章 | 越南戰役獎章                |

## 圖集
- 美國海軍沙克里號拖船
- 航行中的沙克里號

- 基隆港內的大台軍艦
- 在澎湖馬公入塢的大台軍艦
- 拖帶演習中的大台軍艦
- 大台軍艦上的機砲射擊